# Hans-Joachim Kroschinski
Hans-Joachim Kroschinski (Saalfeld, 11 de maio de 1920 — Eutin, 7 de janeiro de 1995) foi um piloto de caça alemão da Luftwaffe e recebeu a Cruz de Cavaleiro da Cruz de Ferro durante a Segunda Guerra Mundial. Participou de 360 missões de combate e foi credito com 76 vitórias aéreas.

## Condecorações
- Cruz de Ferro (1939)
  - 2ª classe
  - 1ª classe
- Distintivo de Ferido em Preto
- Distintivo de Voo do Fronte da Luftwaffe em Ouro
- Troféu de Honra da Luftwaffe (11 de outubro de 1943)
- Cruz Germânica em Ouro (27 de outubro de 1943)
- Cruz de Cavaleiro da Cruz de Ferro (17 de abril de 1945)